# 灵桥路
灵桥路，是浙江省宁波市的一条道路，旧称南城脚下、里濠河，因灵桥门及灵桥而得名，起点位于镇明路、立交路交叉口，西接长春路，终点位于药行街、灵桥交叉口，东接江厦街，全长1.58公里，1930年拆城垣，填里濠河汤令公庙东北段修此路，为环城马路东南段，文革时期曾和江厦街及长春路东南段并称延安路，1981年改回原名，1984年起填濠河至永宁桥段，1986年拓宽大沙泥街至解放南路段，1989年拓宽大沙泥街至灵桥段:44:225，由于道路位处宁波的交通要冲，东乡南乡还有西乡的货物都在这儿集散，灵桥西堍形成了市场，称作灵桥市场，20世纪90年代曾为宁波最大的市场，宁波油厂（原通利源榨油厂）曾位于该路附近，因为油厂长期开工不足，一年之中倒有半年烟囱不冒烟，是宁波解放前“三支半烟囱”之一。

## 主要相交道路
- 西接长春路
- 北：镇明路、南：立交路
- 解放南路、兴宁桥、南永宁巷
- 西：大沙泥街、东：琴桥
- 西：药行街、东：灵桥
- 东接江厦街